# Оранжев пирен
Оранжевият пирен (Erica blenna) е вид покритосеменно цъфтящо растение от род пирен (Erica), семейство пиренови (Ericaceae). Видът е описан за първи път от Ричард Антъни Солсбъри през 1802 г.
Името на растението произлиза от гръцката дума blennos, което в превод означава „лигавица“, и се отнася за неговите лепкави цветове.

## Разпространение и местообитание
Видът се среща по долните южни склонове на планинската верига Лангеберг между Ривърсдейл, Хайделберг и Свелендам в Южна Африка. Расте в сравнително влажни местообитания на умерени до стръмни склонове между 500 и 900 метра надморска височина. Среща се в каменисти, песъчливи и кисели почви, като на места почвената среда е доста органична (торфена) и влажна. Растението тясно се конкурира с други храсти и затова расте, за да представи своите цветове на или малко над вегетационното ниво.

### Природозащитен статут
Видът се среща в планински резервати и затова е добре защитен. Той обаче е бавнорастящ, дървесен вид и следователно е податлив на твърде чести пожари. Ако местообитанието му изгаря твърде често, то няма да може да се възстанови достатъчно бързо, за да произведе семена преди следващото опожаряване и това може да намали популацията му.

## Описание
Това е дървесен храст, достигащ на височина до 1,2 – 1,5 метра. Обикновено има едно единично тънко дървесно стъбло с много малко или никакво странично разклоняване. Листата и цветовете са разположени на къси странични клони в близост до горната част на стъблото. Кората е сиво-кафява, а тъмнозелените листа са насочени нагоре и са леко извити в краищата си. Върху върховете на клоните са разположени само няколко големи надути цветове с необичайна форма на урна. Те са ярко оранжеви със зелени връхчета и са лепкави.
Времето за цъфтеж е от април до ноември. Семената са малки и се развиват в малки капсули в яйчника. Те се разклащат от зрелите капсули, чрез вятъра и се разпръскват в близост до родителското растение.

## Подвидове
Видът се среща в две форми или вариации:
- Erica blenna var. blenna, което е по-често срещано и представлява по-малък храст с по-малко цветове.
- Erica blenna var. grandiflora, със своите поразително красиви едри цветове е далеч по-известно, тъй като по-често се снима и представя в книги.

## Отглеждане
Erica blenna var. grandiflora е едно от най-красивите и необичайни за отглеждане пиренови растения, при условие, че му се предоставят подходящи условия.
Успешно се отглежда от много години, но се нуждае от защитена позиция. Най-добре се отглежда в градини в райони с валежи през зимата. Не е устойчиво на замръзване и трябва да се полива добре през лятото. То трябва да може да понася температури от около 10 – 30 °C. По-високи и по-ниски температури са поносими, но за кратки периоди.